# Filippo Venturi
Filippo Venturi (Bologna, 26 maggio 1972) è uno scrittore italiano.

## Biografia
Nato a Bologna, vive nella sua città natale. Laureato in Giurisprudenza, ha esordito nella narrativa nel 2010 con Intanto Dustin Hoffman non fa più un film, raccolta di racconti sugli anni Ottanta, pubblicato (come tutti gli altri suoi scritti finora) con la casa editrice Pendragon. Nel 2012 ha composto il suo primo romanzo, Forse in Paradiso incontro John Belushi, la cui copertina è stata disegnata da Luca Carboni. Il libro è dedicato a Bologna, città nella quale le storie e i personaggi di Venturi trovano vita e ispirazione. È una Bologna a cui lo scrittore, per sua esplicita dichiarazione, “deve tutto” e per la quale, non a caso, si cimenta nei due campi dove lei eccelle: l’arte e la cucina. Venturi infatti è oste e scrittore. Nel 2012 ha scritto il racconto inedito per la biblioteca Sala Borsa di Bologna intitolato Who wants to live forever?. Nel 2013 ha partecipato alla stesura di Un saluto ai ragazzi, raccolta di racconti sulla squadra di pallacanestro della Fortitudo Bologna scritti a sei mani con i giornalisti Emilio Marrese e Cristiano Governa. Nel 2015 è uscito Un giorno come un altro, il suo secondo romanzo, un noir ironico in cui racconta la storia del furto del capolavoro di Jan Vermeer La ragazza con l'orecchino di perla durante la sua esposizione a Bologna presso la mostra di Palazzo Fava. È stata definita una «storia bolognese scritta all'americana». La particolarità di questo romanzo, oltre alla sua trama che si discosta dalla tradizione gialla italiana più recente, dove il commissario solitamente sempre giusto riesce a risolvere le indagini che via via si trova davanti, è costituita dalla presenza di una playlist di canzoni che prendono il posto del classico indice, i cui versi anticipano ogni capitolo.
Ha collaborato con Il Resto del Carlino e ora con La Repubblica sulle cui pagine, dal 2016, tiene la rubrica Dietro al banco, attraverso la quale, in una sorta di Tripadvisor al contrario, recensisce i suoi clienti. Sempre nel 2016 ha condotto una trasmissione radiofonica su Radio Bologna Uno dal titolo "Intanto Dustin Hoffman se ne va in radio."
Caratteristiche principali del suo modo di fare narrativa sono la ricerca continua di una chiave ironica che tenda a sdrammatizzare i contenuti neorealistici delle sue storie, e una prosa fluida e molto curata, che, sulla scia dei grandi maestri americani del noir contemporaneo cui si ispira (Winslow, Lansdale, Leonard), si palesa soprattutto attraverso un ampio uso di similitudini. Il suo è un linguaggio semplice, ma al tempo stesso capace di infondere profondità alle situazioni, grazie al suo stile arguto e al contempo preciso e intrigante.
Oltre al doppio binario della suspense e del costante superamento della sottile linea di demarcazione tra il buono e il cattivo, le sue storie giocano molto sul campo dell’emotività. Spesso nei suoi scritti troviamo contesti borderline: famiglie che aspettano di riessere ricomposte, ricordi di un’infanzia complicata, amori perduti, vite difficili. Questi due livelli di narrazione scorrono sempre paralleli, abbracciandosi alla ricerca di un lieto fine mai banale, e così la visione un po’ cinica e un po’ ironica del mondo reale materiale e superficiale si confonde con elementi fantastici, quasi onirici e momenti particolarmente introspettivi.
I suoi personaggi sono gli emarginati, gli scarti della società, tenaci nonostante le avversità, mai domi; sono i cosiddetti balordi dal cuore d’oro a cui la vita ha detto male e che nelle sue storie hanno sempre una seconda possibilità.
Nel luglio del 2018 esce il romanzo Il tortellino muore nel brodo, edito da Mondadori, una black comedy a tema enogastronomico, in cui compare per la prima volta Emilio Zucchini, ristoratore che investiga, personaggio parzialmente autobiografico. Zucchini, come lui stesso si definisce, è un paladino della cucina tradizionale e "oste per modo di dire", poiché si ritrova a indagare quasi per caso, spinto di forza sulla scena del delitto dalla sua stessa cucina, all'interno della quale si verificano misteri indecifrabili, al limite dell'esoterico: quando sta per succedere qualcosa di strano, qualcosa di nefasto, non gli riescono i patti. È lei che, per ammissione stessa di Zucchini, "le passa davanti col carrello delle sfighe", portandolo all'interno di una vicenda per certi versi assurda, una commedia degli equivoci dal ritmo sostenuto, che però mai oltrepassa la sottile linea del verosimile. Si è aperta una nuova strada nella carriera di Venturi, quella di Zucchini. E così, sempre per Mondadori, nel giugno del 2020 esce il secondo caso di Zucchini, Gli spaghetti alla bolognese non esistono, romanzo che racconta di un improbabile furto della Madonna di San Luca, Santa protettrice della città di Bologna, la quale, ancora una volta, diventa un personaggio stesso della storia, prima ancora che un'ambientazione. È probabilmente questa la caratteristica principale di Venturi, ciò che lo rende più credibile agli occhi del lettore: l'amore dichiarato per la sua città, la conoscenza profonda delle sue terre, il legame strettissimo alle sue radici continuano a essere elementi imprescindibili dei suoi scritti e a darne forte caratterizzazione. Altra caratteristica costante diviene la propensione di Zucchini a leggere tutto in ottica gastronomica (altra chiave ben nota all'autore), dando luogo a divertenti similitudini culinarie. Gli spaghetti alla bolognese non esistono vince nel 2021 il premio "Giallo a Palazzo web" indetto dalla Provincia di Cremona. Nel 2022 si "chiude" la trilogia con il romanzo È l'umido che ammazza, in cui Zucchini si trova a che fare con una faccenda che lo tocca da vicino, ovvero la sparizione della fidata cameriera Alice. La trama è molto più pulp e "gialla" delle precedenti, questo forse anche per il periodo storico in cui è collocata. Siamo infatti a novembre del 2020, ai prodromi della seconda ondata di Covid, un momento complicato per tutti, ma forse per i ristoratori di più. E così, mentre le regioni cambiano colore come un semaforo impazzito, Zucca deve affrontare il dolore che gli provoca mettere lasagne e tagliatelle dentro una vaschetta di alluminio per affidarle al loro destino incerto su due ruote, per ritrovarsi immerso in una vicenda tanto attuale quanto odiosa, ovvero la diffusa pratica dei party con la "droga nel bicchiere" e la violenza sulle donne attraverso la pratica del "Revenge porn". La sdrammatizzazione del tragico si rivela ancora un punto di forza di Venturi: il suo linguaggio sa cambiare passo velocemente, anche da una riga all'altra, alternando in maniera precisa i differenti piani narrativi. La proverbiale leggerezza dell'ironia (e autoironia) emiliana del protagonista è equilibrata ai mutamenti di tono dell'essenzialità dell'oscuro, e il tutto è dosato con le giuste quantità della suspense del thriller, ben amalgamate a quelle del tragicomico della commedia all'italiana.
Nel 2020 ha scritto Clamoroso, la mia vita da immarcabile, biografia di Gianmarco Pozzecco, il cestista più amato della storia della pallacanestro italiana, poi nominato Commissario Tecnico della nazionale italiana nel 2022.

## Opere

### Romanzi
- Forse in Paradiso incontro John Belushi, Pendragon, 2012.
- Un giorno come un altro, Pendragon, 2015.
- Il tortellino muore nel brodo, Mondadori, 2018.
- Gli spaghetti alla bolognese non esistono, Mondadori, 2020.
- Clamoroso, la mia vita da immarcabile, Mondadori, 2020.
- E' l'umido che ammazza, Mondadori 2022.

### Racconti
- Intanto Dustin Hoffman non fa più un film. L'indimenticabile Bologna degli anni Ottanta, Fortepiano/Pendragon, 2010
- Un saluto ai ragazzi. Racconti Fortitudo, con Cristiano Governa e Emilio Marrese, Pendragon, 2013